# Benjamin Smith Lyman

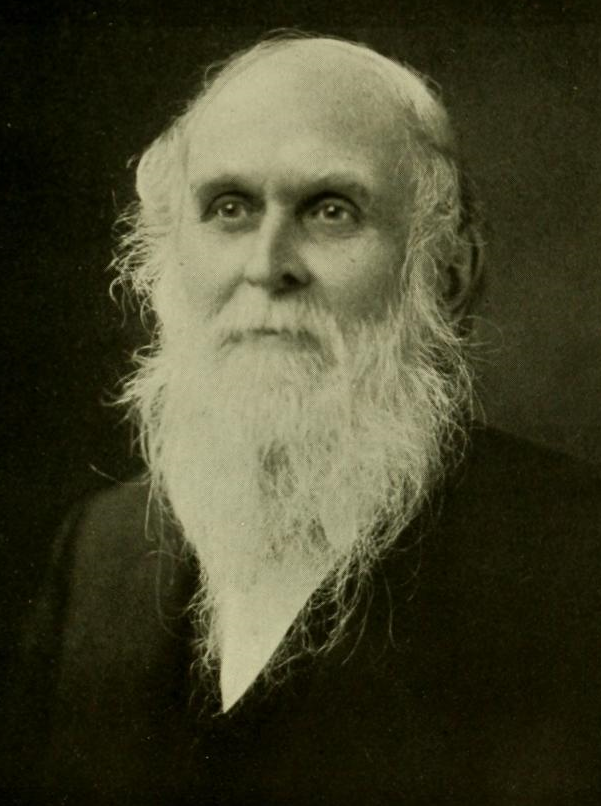
B. S. Lyman 1917

Benjamin Smith Lyman (* 11. Dezember 1835 in Massachusetts (USA); † 30. August 1920 in Cheltenham, Pennsylvania) war ein amerikanischer Geologe, Amateur-Linguist und Anthropologe.

## Leben und Wirken
Benjamin Smith Lyman absolvierte ein Studium der Rechtswissenschaften an der Harvard University. Danach ging er nach Deutschland und nahm ein Studium an der Bergakademie Freiberg auf. Er führte dann geologische Untersuchungen in Pennsylvania durch und machte mit zusammengesetzten Karten auf die Mineralvorkommen aufmerksam.
1872 wurde Lyman von der japanischen Regierung eingeladen, um Kohle- und Erdölfelder in Hokkaidō und  an der Küste zum Japanischen Meer zu erforschen. Er publizierte 1876 die erste geologische Karte von Hokkaidō unter dem Titel „Nihon Ezo chichitsu yōraku no zu“ (日本蝦夷地質要略之図) – „Geological Sketch Map od th Island Yesso, Japan“.
Bis zu seiner Rückkehr in die USA 1881 unterrichte Lyman viele Japaner und führte sie in moderne Techniken zur Erforschung natürlicher Ressourcen ein.
Lyman befasste sich auch mit der japanischen Sprache, u. a. mit dem „rendaku“, also mit der „Aufweichung“ des beginnenden Konsonanten des verbundenen zweiten Wortes und ihrer Regelung im Einzelfall, die im Westen als „Lymans Gesetz“ bekannt ist.